# Décès en 1999
Décès
- 1995
- 1996
- 1997
- 1998
- 1999
- 2000
- 2001
- 2002
- 2003

Cet article présente une liste de personnalités mortes au cours de l'année 1999 dont la date de décès précise est inconnue.
La liste des personnes référencées dans Wikipédia est disponible dans la page de la Catégorie:Décès en 1999

Les mois de l'année font l'objet de listes spécifiques :

## Date inconnue
- Mikhaïl Bogatyrev, peintre soviétique puis russe (° 1924).
- Georges Delplanque, peintre français (° 13 juillet 1903).
- Rinsho Kadekaru, musicien japonais (° 4 juillet 1920).